# Нејтан Филион
Нејтан Кристофер Филион (енгл. Nathan Christopher Fillion; Едмонтон, 27. марта 1971) канадски и амерички је глумац. Познат по улогама у серијама Свемирски брод Свитац, Бафи, убица вампира и Касл. Од 2018. глуми Џона Нолана у серији Новајлија.